# Michał Leszczyński (zm. 1787)
Michał Leszczyński herbu Abdank (zm. 12 kwietnia 1787) – chorąży sandomierski w latach 1773–1787, stolnik sandomierski w latach 1770–1773, podczaszy sandomierski w latach 1766–1770, cześnik sandomierski w latach 1757–1766, wojski sandomierski w latach 1754–1757, pisarz grodzki stężycki, syndyk apostolski klasztoru franciszkanów reformatów w Sandomierzu.
Wybrany posłem na sejm 1756 roku z ziemi stężyckiej. Był posłem na sejm 1758 roku z województwa sandomierskiego.
Pochowany u franciszkanów reformatów w Sandomierzu 16 kwietnia 1787 roku.